# Asandro
Asandro (greco: Άσανδρoς; fl. IV secolo a.C.) è stato un militare macedone antico, figlio di Filota di Macedonia e fratello di Parmenione.

## Biografia
Alessandro Magno (336 a.C.–323 a.C.) lo nominò nel 334 a.C. governatore di Lidia e di altre parti della satrapia di Spithridates, e pose al suo comando un esercito abbastanza forte da mantenere l'autorità macedone. All'inizio del 328 a.C., Asandro e Nearco consegnarono numerosi mercenari greci ad Alessandro, allora stanziati a Zariaspa. Nella divisione dell'impero che seguì alla morte di Alessandro, nel 323 a.C., Asandro ottenne la Caria per la propria satrapia, che gli fu confermata in seguito da Antipatro. Sotto il comando di Antipatro combatté contro Attalo e Alcetas, entrambi partigiani di Perdicca, ma fu da loro sconfitto e conquistato. Nel 317 a.C., mentre Antigono era occupato in Persia e Media, Asandro aumentò il proprio potere in Asia Minore, e fece sicuramente parte della confederazione formata da Tolomeo, regnante dell'Egitto, e Cassandro, re di Macedonia, contro Antigono. Nel 315 a.C., quando Antigono iniziò le proprie operazioni contro i confederati, inviò un Tolomeo (suo nipote) con un esercito per conquistare Amisus, e cacciare dalla Cappadocia l'esercito con cui Asandro l'aveva invasa. Ma Asandro fu supportato da Tolomeo e Cassandro, e rimase al potere fino al 313 a.C., quando lo stesso Antigono marciò contro di lui, e lo obbligò a stipulare un trattato con il quale accettava di arrendersi, liberare le città greche sulla costa, considerare la sua satrapia Caria come regale per Antigono, e consegnare il fratello Agatone come ostaggio. Dopo pochi giorni Asandro ruppe questo umiliante trattato, tentando di liberare il fratello dalle mani di Antigono, ed inviando messaggeri da Tolomeo e Seleuco per chiedere aiuto. Antigono si indignò, inviando subito un esercito a liberare con la forza le città greche. Sembra che anche la Caria venne conquistata, e Asandro a questo punto sparì dalla storia.